# المتاهة 2
المتاهة 2 أو لابيرانت 2 هي لعبة طورتها إلوشن لابس على آي بود تاتش، اي فون، أندرويد، لابيرانت 2 HD على آي باد. لابيرانت 2 تستخدم فون الاعتراف الميل كما هو الحال مع معظم الألعاب متاهة فون في ذلك الوقت. ومع ذلك، لابيرانت 2 يضيف العديد من العناصر الجديدة إلى اللعبة، مثل مصدات والمدافع المقاليع.

## لابيرانت 2 HD
لابيرانت 2 HD هي النسخة العالية الدقة من اللعبة، وهي متوفرة فقط في جهاز آي باد.

## محرر مستوى
على عكس معظم الألعاب لابيرانت لفون، لعبة لابيرانت 2 يمكن تحرير ونشر المستويات فيها.[بحاجة لمصدر]